# テイルズ オブ ザ ヒーローズ ツインブレイヴ
『テイルズ オブ ザ ヒーローズ ツインブレイヴ』（TALES OF THE HEROES TWIN BRAVE、略称：TO-HERO）は、2012年2月23日に発売されたPlayStation Portable用ゲームソフト。

## 概要
『テイルズ オブ』 シリーズのキャラクターが作品の枠を越えて共演する作品で、『テイルズ オブ ファンタジア』から『テイルズ オブ エクシリア』までの15作品から「絆で結ばれた」2人のキャラクター15ペア30人、およびボスキャラクター3人のうち1人を操作し、もう1人をパートナー（NPC）として大量に襲いくる敵の群れと戦うアクションゲームである。
世界樹から生み出される生命エネルギー「マナ」によって栄える世界「ヴェルト・ルング」を舞台とし、世界樹・マナ・時を越える力を持つという聖剣エターナルソードを巡るストーリーが展開される。シナリオはキャラクターごとに、世界の存亡にかかわる「シリアスシナリオ」15本と、キャラクター同士の掛け合い中心の「コミカルシナリオ」15本、計30本が用意されている。

## システム

### モード
各キャラクターを主役としたストーリーが描かれる「シナリオモード」では、世界にかかわる「シリアス編」と、キャラクター同士の掛け合い中心の「コミカル編」の2つがキャラクター毎に15編ずつの計30編が用意されている。区分は以下の通り。ナレーションは鈴木麻里子が担当。
- シリアス編：クレス・スタン・リッド・カイル・ロイド・ヴェイグ・クロエ・ガイ・カイウス・スパーダ・エミル・ユーリ・シング・シェリア・ジュード
- コミカル編：チェスター・リオン・ファラ・リアラ・ゼロス・ティトレイ・セネル・ルーク・ルビア・ルカ・マルタ・フレン・コハク・アスベル・ミラ

そのほか、パートナーを自由に変更しプレイできる「フリーモード」、一定時間内に倒した敵数を競う「スコアアタックモード」、ランダムで選ばれるキャラクターとトーナメント制で戦う「トーナメントモード」、特定の条件下で戦う「エクストリーム」がある。

### 戦闘
過去作に登場したキャラクターの術技には派手なアレンジが加えられており、すべてのキャラクターが高めの頭身で作られている。
アグレッシブ・チェインキャパ（A・CC）
『テイルズ オブ グレイセス』などに搭載され好評だった「チェインキャパ（CC）」をアレンジしたシステム。術技にはそれぞれA・CCの消費量が存在し、キャラクターのA・CCの上限まで技を連続で発動できる。A・CCは尽きても自動回復するが、特定の行動を取ることで回復量が増加したり、消費量が減少する。CCと違い、通常攻撃では消費されない。
パートナーゲージ（PG）
時間経過で増加するゲージ。これを消費し、パートナーに手助けをしてもらう「パートナーアタック」が発動する。最大値になると自分の攻撃にパートナーが連携する「ツインブレイヴモード」が発動可能。
連携秘奥義
通常、強力な術技である「秘奥義」は1人で発動するが、パートナーとの「絆値」が高まっていると、自分の秘奥義に続けてパートナーも秘奥義を繰り出すことができる。
絆値
パートナーとともに出撃すると溜まり、「絆レベル」が上昇していく。PGの回復速度やツインブレイヴモードの持続時間に影響する。
ぬいぐるめっと
キャラクターのグラフィックがSDキャラのようにデフォルメされる。ボスキャラクターには用意されていない。また、『週刊トロ・ステーション』とのコラボレーションにより、トロがアスベルの、クロがクロエのぬいぐるめっとに乗っている。

## 登場キャラクター
人選については公式サイト「テイルズチャンネル」で行われた第5回人気投票の一部門「夢のコンビ部門」を参考にしている。主人公を全員出すことは最初に決められた。仲間については『テイルズ オブ ジ アビス』からアッシュ、『テイルズ オブ グレイセス』からソフィが出る案もあった。ボスキャラクターは「新規感」を重視して選出されており、イラストレーターごとに1人選ばれているという面もある。また、『テイルズ オブ ヴェスペリア』のユーリとフレンは、本作のタイトルロゴに描かれている。
- テイルズ オブ ファンタジア - クレス・アルベイン（声 - 草尾毅）、チェスター・バークライト（声 - 伊藤健太郎）
- テイルズ オブ デスティニー - スタン・エルロン（声 - 関智一）、リオン・マグナス（声 - 緑川光）
- テイルズ オブ エターニア - リッド・ハーシェル（声 - 石田彰）、ファラ・エルステッド（声 - 皆口裕子）
- テイルズ オブ デスティニー2 - カイル・デュナミス（声 - 福山潤）、リアラ（声 - 柚木涼香）、エルレイン（声 - 榊原良子）
- テイルズ オブ シンフォニア - ロイド・アーヴィング（声 - 小西克幸）、ゼロス・ワイルダー（声 - 小野坂昌也）
- テイルズ オブ リバース - ヴェイグ・リュングベル（声 - 檜山修之）、ティトレイ・クロウ（声 - 山口勝平）
- テイルズ オブ レジェンディア - セネル・クーリッジ（声 - 鈴村健一）、クロエ・ヴァレンス（声 - 浅野真澄）、シュヴァルツ（声 - 川澄綾子）
- テイルズ オブ ジ アビス - ルーク・フォン・ファブレ（声 - 鈴木千尋）、ガイ・セシル（声 - 松本保典）
- テイルズ オブ ザ テンペスト - カイウス・クオールズ（声 - 高城元気）、ルビア・ナトウィック（声 - 門脇舞以）
- テイルズ オブ イノセンス - ルカ・ミルダ（声 - 木村亜希子）、スパーダ・ベルフォルマ（声 - うえだゆうじ）
- テイルズ オブ シンフォニア -ラタトスクの騎士- - エミル・キャスタニエ（声 - 下野紘）、マルタ・ルアルディ（声 - 釘宮理恵）
- テイルズ オブ ヴェスペリア - ユーリ・ローウェル（声 - 鳥海浩輔）、フレン・シーフォ（声 - 宮野真守）、デューク・バンタレイ（声 - 小山力也）
- テイルズ オブ ハーツ - シング・メテオライト（声 - 柿原徹也）、コハク・ハーツ（声 - 井上麻里奈）
- テイルズ オブ グレイセス - アスベル・ラント（声 - 櫻井孝宏）、シェリア・バーンズ（声 - 河原木志穂）
- テイルズ オブ エクシリア - ジュード・マティス（声 - 代永翼）、ミラ＝マクスウェル（声 - 沢城みゆき）

## 主題歌
オープニングテーマ「SHINE」歌 - FUNKIST
「信頼できる仲間とともに戦うゲーム」ということで、友情をテーマとした曲。
エンディングテーマ「NEW DAYS」歌 - FUNKIST
東日本大震災後、ゲームが子供たちの支えになっているのを目の当たりにしたボーカルの染谷西郷が「優しいメロディーや、光が降り注ぐような音楽を届けたい」と考えるようになり生まれた曲。
バトルテーマ「Brave」
上記2曲と同じくFUNKISTによるものだが、インストゥルメンタルである。作曲した春日井陽子はレコーディングの1か月後に死去しており、染谷は春日井が本曲に込めた思いについて「彼女なりの応援歌」と考えている。

## 開発
本作と同じくシリーズキャラクターが共演する『テイルズ オブ ザ ワールド レディアント マイソロジー』シリーズが第3作で完結したことで次のシリーズが必要となり、アンケートにおいてシリーズで出して欲しいジャンルにアクションが上位にくることから本作の開発に至った。スタッフは今までの「一騎当千ゲーム」には取り入れられることが少なかった「パートナーと共に戦う感」を実現させたいとしている。当初はほかのシリーズ作品でも採用されている「テイルズ オブ ザ ワールド」というタイトルだったが、「新しいものにしたい」という意向から変更された。
本シリーズは15年も続いているためにユーザーの遊ぶ作品がばらばらで、知らないキャラクターがいる、または知らないが『レディアント マイソロジー』でファンとなったキャラクターがいるなどのことが「もったいない」ということで、そのキャラクターの「本当にかっこいいところ」を見せたいがためにまずシリアスシナリオが制作された。そして「ギャグっぽいところ」を楽しみにしているユーザーのことも考え、コミカルシナリオが制作された。

## プロモーション
YAPPARI!『テイルズ オブ』ステージ in ジャンプフェスタ2012〜ツインブレイヴ DAY〜
2011年12月18日に行われたイベント。ゼロス役の小野坂昌也が司会を務め、ゲストとしてルーク役の鈴木千尋・ガイ役の松本保典が登場し、ゲームの紹介をディレクターの直井啓訓とシリーズ統括プロデューサーの吉積信が行った。
体験版
特別体験版
2012年1月26日より、『テイルズ オブ イノセンス R』の発売を記念して配信。ルカとスパーダでプレイ可能で、スパーダ編は本編と同じものだが、ルカ編は体験版オリジナルシナリオを収録。
通常体験版
2012年2月9日より配信。ジュードとルークでプレイ可能で、どちらも本編と同じシナリオ。

予約特典
短編アニメ『ているず おぶ 劇場』をダウンロードできるプロダクトコード付きカードが特典として付属。
初回特典「初回生産限定 プレミアムエディション」
田中豪・実弥島巧・名取佐和子による『エターニア』・『シンフォニア』・『レジェンディア』・『アビス』・『グレイセス』の小説、石田彰・鈴木千尋・櫻井孝宏による『エターニア』・『アビス』・『グレイセス』の朗読ドラマCD、ブックカバー、オープニングアニメのフィルムしおり、カレンダーが付属する。

## 評価
『週刊ファミ通』のクロスレビューでは40点満点中31点を獲得し、戦闘システムの「シリーズらしさ」が評価された。売上はアスキー総研調べでは初週に67,979本を販売、消化率は50%と伸び悩む結果となった。

## ているず おぶ 劇場
登場キャラクターたちがちびキャラとして描かれる約3分の短編アニメ。全5話で1話と2話は公式サイトで視聴可能。3話から5話は『テイルズ オブ ザ ヒーローズ ツインブレイヴ 公式コンプリートガイド』にフィルムコミックとして収録されている。

### スタッフ
- 企画・原案、てい劇支配人 - 大舘隆司
- ストーリー原案 - 山田茉弥
- オリジナルキャラクターデザイン - いのまたむつみ、藤島康介
- ちびキャラデザイン - アールアールジェイ（コンテンツ制作会社）
- 美術監督 - 池田繁美
- 色彩設定 - 安部なぎさ
- 撮影監督 - 大神洋一
- 編集 - 吉武将人
- 音響監督 - 鳥島和也
- 音響効果 - 今野康之
- プロデューサー - 佐藤弘幸
- アニメーション制作 - サンライズ

### エンディングテーマ
「想っている ずっと…」
作詞協力 - 作詞協力いただいたバナフェス！タウンのアバターのみなさん / 作曲・編曲 - 奈良悠樹 / 歌 - #enu（CV：宮田翔子）
歌詞はコミュニティサイト「バナフェス!タウン」で募集された。歌唱担当は声優を目指す「ぼいすた!エッグ」のメンバーからユーザー投票により決められた。
#enu（エヌ）
本曲の歌手である架空のキャラクター。

### 各話リスト
| 話数  | サブタイトル             | 脚本     | 絵コンテ | 演出     | 作画監督 | 登場キャラクター - 担当声優 |
| ----- | ------------------------ | -------- | -------- | -------- | -------- | --- |
| 第1話 | 迷子になったらサバイバル | 大塩哲史 | 青木康直 | 青木康直 | 山村直己 | - ユーリ - 鳥海浩輔 - ルーク - 鈴木千尋 - ガイ - 松本保典 - ヴェイグ                                                                                     |
| 第2話 | お邪魔虫にはご用心       | 川崎美羽 | 青木康直 | 青木康直 | 山村直己 | - アスベル - 櫻井孝宏 - ゼロス - 小野坂昌也 - シェリア - 河原木志穂 - ヴェイグ                                                                           |
| 第3話 | がんばりすぎも考えもの   | 山根直樹 | 青木康直 | 青木康直 | 山村直己 | - アスベル - 櫻井孝宏 - リオン - 緑川光 - ガイ - 松本保典 - ヴェイグ                                                                                     |
| 第4話 | 甘いものには目がなくて   | 菊地肇   | 青木康直 | 青木康直 | 山村直己 | - リオン - 緑川光 - ユーリ - 鳥海浩輔 - リッド - 石田彰 - ヴェイグ                                                                                       |
| 第5話 | 色気よりやる気より食い気 | 穂科エミ | 青木康直 | 青木康直 | 山村直己 | - シェリア - 河原木志穂 - リッド - 石田彰 - ゼロス - 小野坂昌也 - ルーク - 鈴木千尋 - ヴェイグ - ジュード（エンディングのみ） - ミラ（エンディングのみ） |